# Камбон (Тарн)
Камбо́н (фр. и окс. Cambon) — коммуна во Франции, находится в регионе Юг — Пиренеи. Департамент — Тарн. Входит в состав кантона Сен-Жюэри. Округ коммуны — Альби.
Код INSEE коммуны — 81052.

## География

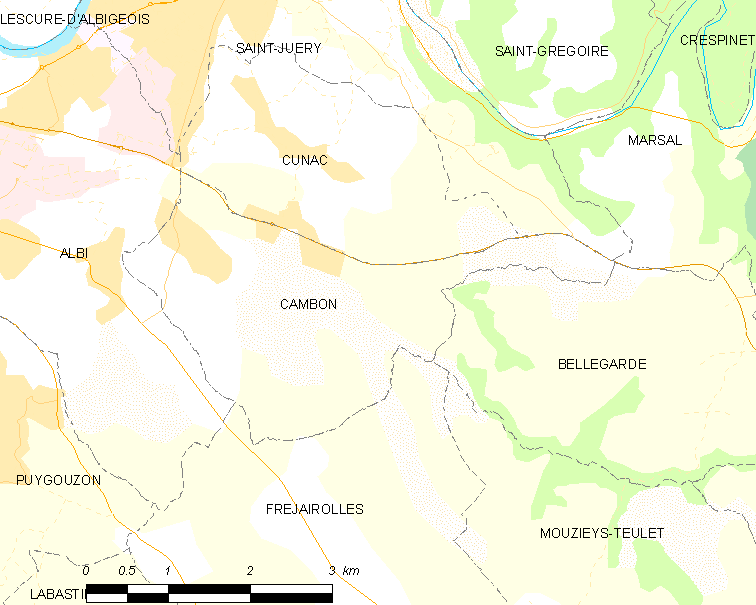
Карта коммуны

Коммуна расположена приблизительно в 550 км к югу от Парижа, в 75 км северо-восточнее Тулузы, в 6 км к востоку от Альби.

## Климат
Климат умеренно-океанический. Зима мягкая и дождливая, лето жаркое с частыми грозами. Ветры довольно редки.

## Население
Население коммуны на 2010 год составляло 1917 человек.
| 1962 | 1968 | 1975 | 1982 | 1990 | 1999 | 2010 |
| ---- | ---- | ---- | ---- | ---- | ---- | ---- |
| 317  | 361  | 530  | 818  | 1183 | 1386 | 1917 |

## Администрация
| Период | Период | Фамилия       | Партия | Примечания |
| ------ | ------ | ------------- | ------ | ---------- |
| 2001   | 2008   | Жан-Луи Матьё |        |            |
| 2008   | 2020   | Сара Лоран    |        |            |

## Экономика
В 2007 году среди 1222 человек в трудоспособном возрасте (15—64 лет) 916 были экономически активными, 306 — неактивными (показатель активности — 75,0 %, в 1999 году было 75,1 %). Из 916 активных работали 884 человека (451 мужчина и 433 женщины), безработных было 32 (9 мужчин и 23 женщины). Среди 306 неактивных 104 человека были учениками или студентами, 136 — пенсионерами, 66 были неактивными по другим причинам.